# Кубок Европы по бегу на 10 000 метров
Кубок Европы по бегу на 10 000 метров (в 1997—2004 — Европейский вызов по бегу на 10 000 метров) — международное командное соревнование по бегу на 10 000 метров, ежегодно проводящееся Европейской легкоатлетической ассоциацией. Традиционно проходит в середине мая — начале июня. К участию допускаются спортсмены как в составе команд, так и выступающие индивидуально. Первый турнир состоялся в 1997 году.

## История
В 1995 году бег на 10 000 метров в последний раз был проведён рамках основной программы Кубка Европы, в следующем розыгрыше его заменила дистанция 3000 метров. Соревнования европейских стайеров были выделены в отдельный турнир два года спустя — он получил название Европейский вызов по бегу на 10 000 метров. Прообразом и фактическим предшественником соревнований послужил Иберийский чемпионат по бегу на 10 000 метров, в котором с 1991 по 1996 год участвовали легкоатлеты из Испании и Португалии. Именно поэтому первые пять розыгрышей прошли на Пиренейском полуострове.
С 2005 года турнир был переименован в Кубок Европы по бегу на 10 000 метров.
До 2009 года проходил в начале апреля, после чего сроки проведения передвинулись на начало июня.
Наибольшее число командных побед в истории соревнований одержали сборная Испании у мужчин и Португалии у женщин (по 10). В индивидуальном первенстве рекордсменами по числу выигрышей (по 3) являются турок кенийского прохождения Полат Арыкан и Сара Морейра из Португалии.

## Формат
В соревнованиях принимают участие легкоатлеты, представляющие национальные федерации, входящие в Европейскую легкоатлетическую ассоциацию.
От одной страны могут выйти на старт максимум 6 мужчин и 6 женщин, выполнивших в установленный период квалификационные нормативы. Европейская ассоциация утверждает нормативы не только в беге на 10 000 метров, но и на смежных стайерских дистанциях: 5000 метров, 3000 метров с препятствиями, 10 км по шоссе, полумарафон и марафон — для увеличения круга потенциальных участников.
Лучшие сборные в командном зачёте определяются по сумме результатов трёх лучших бегунов. Страны, у которых финишировали меньше трёх человек, не участвуют в розыгрыше Кубка Европы.
При большом количестве участников организаторы проводят несколько забегов. С целях повышения уровня результатов каждый год (за редким исключением) в соревнованиях участвуют пейсмейкеры, преимущественно из Африки (Кения, Эфиопия, Танзания), которые задают нужный темп лидерам.

## Розыгрыши
| №  | Год  | Город         | Страна             | Сроки     | Стадион                             | Кол-во стран | Кол-во атлетов |
| -- | ---- | ------------- | ------------------ | --------- | ----------------------------------- | ------------ | -------------- |
| 1  | 1997 | Баракальдо    | Испания            | 5 апреля  | «Сан-Висенте»                       | 14           | 54             |
| 2  | 1998 | Лиссабон      | Португалия         | 4 апреля  |                                     | 16           | 76             |
| 3  | 1999 | Баракальдо    | Испания            | 10 апреля | «Сан-Висенте»                       | 16           | 86             |
| 4  | 2000 | Лиссабон      | Португалия         | 1 апреля  |                                     | 21           | 99             |
| 5  | 2001 | Баракальдо    | Испания            | 7 апреля  | «Сан-Висенте»                       | 16           | 64             |
| 6  | 2002 | Камайоре      | Италия             | 6 апреля  | «Тори»                              | 20           | 74             |
| 7  | 2003 | Афины         | Греция             | 12 апреля | «Айос-Космас»                       | 18           | 70             |
| 8  | 2004 | Марибор       | Словения           | 3 апреля  | «Табор»                             | 19           | 55             |
| 9  | 2005 | Баракальдо    | Испания            | 2 апреля  | «Сан-Висенте»                       | 12           | 37             |
| 10 | 2006 | Анталья       | Турция             | 15 апреля |                                     | 18           | 59             |
| 11 | 2007 | Феррара       | Италия             | 7 апреля  | Легкоатлетический стадион           | 14           | 46             |
| 12 | 2008 | Стамбул       | Турция             | 12 апреля | Стадион имени Сади Гюльчелика       | 20           | 57             |
| 13 | 2009 | Рибейра-Брава | Португалия         | 6 июня    | Муниципальный стадион               | 16           | 51             |
| 14 | 2010 | Марсель       | Франция            | 5 июня    | «Люмини»                            | 20           | 81             |
| 15 | 2011 | Осло          | Норвегия           | 4 июня    | «Бислетт»                           | 24           | 78             |
| 16 | 2012 | Бильбао       | Испания            | 3 июня    | Муниципальный стадион               | 20           | 87             |
| 17 | 2013 | Правец        | Болгария           | 8 июня    | Городской стадион                   | 23           | 58             |
| 18 | 2014 | Скопье        | Северная Македония | 7 июня    | «Филипп II»                         | 22           | 84             |
| 19 | 2015 | Пула и Кья    | Италия             | 6 июня    | «Амсикора»                          | 19           | 75             |
| 20 | 2016 | Мерсин        | Турция             | 5 июня    | Стадион имени Невин Янит            | 10           | 45             |
| 21 | 2017 | Минск         | Беларусь           | 10 июня   | Стадион РЦОП                        | 18           | 73             |
| 22 | 2018 | Лондон        | Великобритания     | 19 мая    | «Парламент-Хилл»                    | 24           | 90             |
| 23 | 2019 | Лондон        | Великобритания     | 6 июля    | «Парламент-Хилл»                    | 28           | 122            |
| 24 | 2021 | Бирмингем     | Великобритания     | 5 июня    | Стадион Бирмингемского университета | 26           | 97             |
| 25 | 2022 | Пасе          | Франция            | 28 мая    | Стадион имени Жан-Поля Шассебёфа    | 28           | 116            |
| 26 | 2023 | Пасе          | Франция            | 3 июня    | Стадион имени Жан-Поля Шассебёфа    | 25           | 97             |
| 27 | 2025 | Пасе          | Франция            | 24 мая    | Стадион имени Жан-Поля Шассебёфа    |              |                |

## Рекорды соревнований
Следующие результаты являются лучшими в истории Кубков Европы по бегу на 10 000 метров.

### Мужчины
| Первенство | Рекорд     | Спортсмен                                                                  | Страна     | Год  | Место                |
| ---------- | ---------- | -------------------------------------------------------------------------- | ---------- | ---- | -------------------- |
| Личное     | 27.14,44   | Фабиан Ронсеро                                                             | Испания    | 1998 | Лиссабон, Португалия |
| Командное  | 1:22.46,26 | Антониу Пинту (27.15,76) Домингуш Каштру (27.40,33) Паулу Герра (27.50,17) | Португалия | 1998 | Лиссабон, Португалия |

### Женщины
| Первенство | Рекорд     | Спортсмен                                                                       | Страна         | Год  | Место                     |
| ---------- | ---------- | ------------------------------------------------------------------------------- | -------------- | ---- | ------------------------- |
| Личное     | 30.21,67   | Эльван Абейлегессе                                                              | Турция         | 2006 | Анталья, Турция           |
| Командное  | 1:34.24,01 | Эйлиш Макколган (31.19,35) Джессика Джудд (31.20,96) Верити Оккенден (31.43,70) | Великобритания | 2021 | Бирмингем, Великобритания |

## Победители командного зачёта

### Мужчины
| Страна     | Количество побед | Годы побед                                                 |
| ---------- | ---------------- | ---------------------------------------------------------- |
| Испания    | 10               | 1999, 2000, 2001, 2004, 2005, 2007, 2011, 2012, 2017, 2018 |
| Италия     | 5                | 2002, 2013, 2015, 2016, 2019                               |
| Португалия | 4                | 1997, 1998, 2003, 2009                                     |
| Франция    | 4                | 2006, 2010, 2021, 2022                                     |
| Россия     | 1                | 2008                                                       |
| Турция     | 1                | 2014                                                       |
| Израиль    | 1                | 2023                                                       |

### Женщины
| Страна         | Количество побед | Годы побед                                                 |
| -------------- | ---------------- | ---------------------------------------------------------- |
| Португалия     | 10               | 1997, 1998, 1999, 2000, 2002, 2003, 2005, 2009, 2010, 2014 |
| Великобритания | 6                | 2012, 2015, 2016, 2018, 2019, 2021                         |
| Испания        | 3                | 2001, 2007, 2013                                           |
| Беларусь       | 2                | 2008, 2017                                                 |
| Германия       | 2                | 2022, 2023                                                 |
| Франция        | 1                | 2004                                                       |
| Бельгия        | 1                | 2006                                                       |
| Италия         | 1                | 2011                                                       |